# 2016年のオールスターゲーム (日本プロ野球)
2016年のオールスターゲームは、2016年7月に行われた日本プロ野球のオールスターゲーム。

## 概要
2008年から引き続きマツダの特別協賛を受け、「マツダオールスターゲーム2016」として、2試合で開催された。ただし、翌年からはマイナビがオールスターゲームのスポンサーを引き受けることになったため、マツダがスポンサーになるのはこの年が最後となった。
7月15日は初の試みとして、第2戦が行われる横浜スタジアムで「マツダオールスターエクスペリエンス」が開催される予定だったが、開催当日にゲリラ豪雨が横浜を襲い、球場が浸水したため中止となった。

## 日程
- 第1戦　7月15日　福岡 ヤフオク!ドーム（2010年第1戦以来6年ぶり4回目）　19時00分開始
- 第2戦　7月16日　横浜スタジアム（2008年第2戦以来8年ぶり7回目）　18時30分開始

- 本年度は第1戦がパ・リーグホーム扱い、1塁側（セ・リーグは3塁側・ビジター扱い）。第2戦がセ・リーグホーム扱い、1塁側（パ・リーグは3塁側・ビジター扱い）。
- 第2戦は雨天予備日として7月17日（14時00分開始。雨天中止の場合打ち切り[1]）を予定していた。

## アトラクション
- 2試合共通
  - ホームランダービー - 両リーグの選抜2名ずつによるトーナメント方式。出場者は各試合ごとに定めるが、第2試合については、7月5日から10日までの間にファン投票（条件として今大会出場し、かつ、2016年7月5日までに7ホームラン以上、または2015年度15ホームラン以上を打っている選手に限定。得票数同数多数の場合は2016年7月5日時点でのホームラン数の多い選手を上位とみなす）を行う。
  - 参加12チームマスコットによるパフォーマンス
  - グリーンベースボールプロジェクト・アオダモ植樹式
- 第1試合のみ
  - 国歌斉唱　fumika（歌手）
  - 始球式 - 福岡ソフトバンクホークス・ジュニアチーム
  - 野球殿堂表彰式（開始前） - 出席：斎藤雅樹、工藤公康（パ・リーグ監督として指揮を執るため、ユニフォーム姿で表彰を受けた)、榎本喜八（故人のため遺族が代理で出席）。なお松本瀧蔵（故人）と山中正竹の両氏については同年5月28日、東京六大学野球春季リーグ戦・早稲田大学対慶応義塾大学戦（早慶戦）の試合前に別途表彰した。
- 第2試合のみ
  - 国歌斉唱　高橋優（シンガーソングライター）
  - 始球式 - 横浜DeNAベイスターズ・ジュニアチーム
  - キャッチボールクラシック

## 出場者
| セントラル・リーグ | セントラル・リーグ | セントラル・リーグ | セントラル・リーグ |
| ------------------ | ------------------ | ------------------ | ------------------ |
| 監督               | 真中満             | ヤクルト           |                    |
| コーチ             | 高橋由伸           | 巨人               |                    |
| コーチ             | 金本知憲           | 阪神               |                    |
| 先発投手           | 菅野智之※          | 巨人               | 4                  |
| 中継投手           | 田島慎二           | 中日               | 2                  |
| 抑え投手           | 山﨑康晃           | DeNA               | 2                  |
| 投手               | 秋吉亮             | ヤクルト           | 初                 |
| 投手               | マシソン           | 巨人               | 初                 |
| 投手               | 岩貞祐太           | 阪神               | 初                 |
| 投手               | 藤浪晋太郎         | 阪神               | 4                  |
| 投手               | 野村祐輔           | 広島               | 2                  |
| 投手               | 中﨑翔太           | 広島               | 初                 |
| 投手               | 山口俊             | DeNA               | 3                  |
| 投手               | 石田健大           | DeNA               | 初                 |
| 投手               | 三上朋也           | DeNA               | 2                  |
| 投手               | 井納翔一▲          | DeNA               | 2                  |
| 捕手               | 中村悠平※          | ヤクルト           | 3                  |
| 捕手               | 原口文仁           | 阪神               | 初                 |
| 捕手               | 戸柱恭孝           | DeNA               | 初                 |
| 一塁手             | 新井貴浩※          | 広島               | 7                  |
| 二塁手             | 山田哲人※          | ヤクルト           | 3                  |
| 三塁手             | 川端慎吾※          | ヤクルト           | 2                  |
| 遊撃手             | 坂本勇人※          | 巨人               | 8                  |
| 内野手             | 大引啓次           | ヤクルト           | 3                  |
| 内野手             | 菊池涼介           | 広島               | 3                  |
| 外野手             | 筒香嘉智※          | DeNA               | 2                  |
| 外野手             | 丸佳浩             | 広島               | 4                  |
| 外野手             | 髙山俊             | 阪神               | 初                 |
| 外野手             | バレンティン※      | ヤクルト           | 5                  |
| 外野手             | エルドレッド※      | 広島               | 2                  |
| 外野手             | 鈴木誠也           | 広島               | 初                 |
| 外野手             | ビシエド           | 中日               | 初                 |

| パシフィック・リーグ | パシフィック・リーグ | パシフィック・リーグ | パシフィック・リーグ |
| -------------------- | -------------------- | -------------------- | -------------------- |
| 監督                 | 工藤公康             | ソフトバンク         |                      |
| コーチ               | 栗山英樹             | 日本ハム             |                      |
| コーチ               | 伊東勤               | ロッテ               |                      |
| 先発投手             | 大谷翔平※            | 日本ハム             | 4                    |
| 中継投手             | 牧田和久             | 西武                 | 3                    |
| 抑え投手             | サファテ             | ソフトバンク         | 3                    |
| 投手                 | 和田毅               | ソフトバンク         | 5                    |
| 投手                 | 有原航平             | 日本ハム             | 初                   |
| 投手                 | マーティン           | 日本ハム             | 初                   |
| 投手                 | 石川歩               | ロッテ               | 初                   |
| 投手                 | 涌井秀章             | ロッテ               | 6                    |
| 投手                 | 西野勇士             | ロッテ               | 2                    |
| 投手                 | 益田直也             | ロッテ               | 3                    |
| 投手                 | 塚原頌平             | オリックス           | 初                   |
| 投手                 | 則本昂大             | 楽天                 | 2                    |
| 捕手                 | 炭谷銀仁朗※          | 西武                 | 3                    |
| 捕手                 | 田村龍弘             | ロッテ               | 初                   |
| 一塁手               | 中田翔               | 日本ハム             | 6                    |
| 一塁手               | メヒア※              | 西武                 | 初                   |
| 二塁手               | 浅村栄斗※            | 西武                 | 4                    |
| 三塁手               | 松田宣浩※            | ソフトバンク         | 6(1)                 |
| 遊撃手               | 今宮健太※            | ソフトバンク         | 3                    |
| 内野手               | レアード             | 日本ハム             | 初                   |
| 内野手               | 鈴木大地             | ロッテ               | 3                    |
| 外野手               | 柳田悠岐※            | ソフトバンク         | 3                    |
| 外野手               | 秋山翔吾※            | 西武                 | 2                    |
| 外野手               | 糸井嘉男※            | オリックス           | 8                    |
| 外野手               | 角中勝也             | ロッテ               | 3                    |
| 外野手               | 栗山巧               | 西武                 | 初                   |
| 外野手               | 岡島豪郎             | 楽天                 | 初                   |
| 指名打者             | 長谷川勇也           | ソフトバンク         | 4                    |

- 太字はファン投票による出場、※印は選手間投票による出場、▲は出場辞退選手発生による補充選手、他は監督推薦による出場。
- 数字は出場回数。カッコ内数字は上記回数中故障のため不出場の回数。

1. ↑  左前距腓靱帯と脛腓靱帯損傷のため。代わりに井納を選出。

1. ↑  選手間投票では指名打者と重複選出。

1. ↑  7月10日の試合で肉刺が潰れて投球ができなくなったため、特例措置として野手で出場。

なお、辞退選手は野球協約86条により球宴終了後の後半戦開始から10試合、選手登録が出来ない。

## 試合結果
| 試合  | 日付    | ビジター球団（先攻） | スコア | ホーム球団（後攻） | MVP      | 開催球場             |
| ----- | ------- | -------------------- | ------ | ------------------ | -------- | -------------------- |
| 第1戦 | 7月15日 | セ・リーグ           | 5 - 4  | パ・リーグ         | 筒香嘉智 | 福岡 ヤフオク!ドーム |
| 第2戦 | 7月16日 | パ・リーグ           | 5 - 5  | セ・リーグ         | 大谷翔平 | 横浜スタジアム       |

### 第1戦

#### スコア
|              | 1 | 2 | 3 | 4 | 5 | 6 | 7 | 8 | 9 | R | H  | E |
| ------------ | - | - | - | - | - | - | - | - | - | - | -- | - |
| セントラル   | 0 | 0 | 0 | 1 | 2 | 0 | 0 | 0 | 2 | 5 | 10 | 0 |
| パシフィック | 0 | 0 | 0 | 0 | 1 | 0 | 0 | 1 | 2 | 4 | 4  | 0 |

1. セ：菅野、○藤浪、野村、三上、マシソン、S中﨑 - 中村、原口
2. パ：和田、●石川、則本、マーティン、塚原、サファテ - 炭谷、田村
3. 勝利：藤浪
4. セーブ：中﨑
5. 敗戦：石川
6. 本塁打
セ：坂本1号（ソロ・石川）、筒香1号（ソロ・則本）、バレンティン1号（ソロ・則本）
パ：長谷川1号（ソロ・野村）、栗山1号（2ラン・中﨑）
7. 審判
［球審］土山
［塁審］嶋田（1B）、橘高（2B）、秋村（3B）
［外審］名幸（LL）、市川（RL）
8. 観客動員数：35,653人 試合時間：2時間30分[2]

#### 先発オーダー
| セントラル | セントラル | セントラル   |
| 打順       | 守備       | 選手         |
| ---------- | ---------- | ------------ |
| 1          | [中]       | 丸佳浩       |
| 2          | [三]       | 川端慎吾     |
| 3          | [遊]       | 坂本勇人     |
| 4          | [二]       | 山田哲人     |
| 5          | [左]       | 筒香嘉智     |
| 6          | [一]       | 新井貴浩     |
| 7          | [指]       | バレンティン |
| 8          | [右]       | 髙山俊       |
| 9          | [捕]       | 中村悠平     |
|            | [投]       | 菅野智之     |

| パシフィック | パシフィック | パシフィック |
| 打順         | 守備         | 選手         |
| ------------ | ------------ | ------------ |
| 1            | [中]         | 秋山翔吾     |
| 2            | [左]         | 角中勝也     |
| 3            | [右]         | 柳田悠岐     |
| 4            | [一]         | 中田翔       |
| 5            | [三]         | 松田宣浩     |
| 6            | [指]         | 長谷川勇也   |
| 7            | [二]         | 浅村栄斗     |
| 8            | [捕]         | 炭谷銀仁朗   |
| 9            | [遊]         | 今宮健太     |
|              | [投]         | 和田毅       |

パ・リーグの先発はソフトバンクの和田、セ・リーグの先発は巨人の菅野で投げ合いが始まった。両先発投手の好投で3回までは両チームとも一人の走者も出なかった。セ・リーグは4回表に巨人の坂本が2番手のロッテの石川からソロ本塁打を放ち、両チーム通じて初安打で初めての出塁となり先制点を挙げる。するとセ・リーグは5回表に3番手の楽天の則本からDeNAの筒香、新井のアウトを挟んでヤクルトのバレンティンの2本塁打で2点を挙げ3点をリードする。パ・リーグはその裏にソフトバンクの長谷川が3番手の広島の野村からソロ本塁打を放ち1点を返す。8回裏からセ・リーグは巨人のマシソンがマウンドに上がるが、パ・リーグは途中出場のロッテの田村の適時打で1点を返し、点差は1点差となる。9回表のセ・リーグは新人ながらオールスターに選出されたDeNAの戸柱がソフトバンクの守護神サファテから2点適時打を放ち再び突き放した。その裏セ・リーグは広島の守護神の中﨑がマウンドに上がるが、パ・リーグはランナーを一人出すとプロ15年目で初めてオールスターに選出された西武の栗山が初打席初安打となる2ラン本塁打放ち1点差に迫ったが後続が倒れセ・リーグが勝利した。セ・リーグは前年から3連勝となった。一方パ・リーグは3連敗となった。

#### 表彰選手
MVP
- 筒香嘉智（DeNA）
5回にソロ本塁打を放つなど2安打の活躍。DeNAの野手によるMVP受賞は、2012年第1戦での中村紀洋以来4年ぶり。

敢闘選手賞
- 坂本勇人（巨人）
4回に先制のソロ本塁打を放つ。
- ウラディミール・バレンティン（ヤクルト）
5回にソロ本塁打を放つ。
- 栗山巧（西武）
9回にオールスター初打席で2ラン本塁打を放つ。

### 第2戦

#### スコア
|              | 1 | 2 | 3 | 4 | 5 | 6 | 7 | 8 | 9 | R | H  | E |
| ------------ | - | - | - | - | - | - | - | - | - | - | -- | - |
| パシフィック | 0 | 0 | 0 | 0 | 3 | 0 | 1 | 1 | 0 | 5 | 12 | 0 |
| セントラル   | 0 | 2 | 1 | 0 | 0 | 0 | 2 | 0 | 0 | 5 | 10 | 1 |

1. （規定により引き分け）
2. パ：涌井、塚原、益田、牧田、西野、有原 - 田村、炭谷
3. セ：石田、岩貞、井納、秋吉、田島、山﨑(康) - 戸柱、原口
4. 本塁打
パ：大谷1号（ソロ・井納）、浅村1号(2ラン・井納)
セ：筒香2号（ソロ・涌井）、丸1号(ソロ・塚原)
5. 審判
［球審］市川
［塁審］名幸（1B）、秋村（2B）、橘高（3B）
［外審］嶋田（LL）、土山（RL）
6. 観客動員数：26,760人 試合時間：2時間32分[3]

#### 先発オーダー
| パシフィック | パシフィック | パシフィック |
| 打順         | 守備         | 選手         |
| ------------ | ------------ | ------------ |
| 1            | [中]         | 岡島豪郎     |
| 2            | [左]         | 栗山巧       |
| 3            | [右]         | 糸井嘉男     |
| 4            | [一]         | メヒア       |
| 5            | [指]         | 大谷翔平     |
| 6            | [三]         | レアード     |
| 7            | [二]         | 浅村栄斗     |
| 8            | [遊]         | 鈴木大地     |
| 9            | [捕]         | 田村龍弘     |
|              | [投]         | 涌井秀章     |

| セントラル | セントラル | セントラル   |
| 打順       | 守備       | 選手         |
| ---------- | ---------- | ------------ |
| 1          | [遊]       | 坂本勇人     |
| 2          | [二]       | 菊池涼介     |
| 3          | [中]       | 丸佳浩       |
| 4          | [左]       | 筒香嘉智     |
| 5          | [一]       | ビシエド     |
| 6          | [指]       | エルドレッド |
| 7          | [三]       | 川端慎吾     |
| 8          | [右]       | 鈴木誠也     |
| 9          | [捕]       | 戸柱恭孝     |
|            | [投]       | 石田健大     |

セ・リーグ石田、パ・リーグ涌井の先発。2回裏第1戦でMVPの筒香が横浜高校の先輩涌井からソロ本塁打を放ち先制すると、1死満塁で鈴木誠也の犠飛、さらに3回に第1戦に続いて2試合連続登板となったオリックスの塚原から丸の本塁打で3-0とセリーグがリードする。しかし、5回表大谷が井納からソロ本塁打を放つと、さらにレアードが二塁打で続き無死2塁で浅村が2ラン本塁打を放ち同点とする。7回表、ヤクルトの秋吉亮から大谷が安打、レアードのゴロで二塁に進み、浅村が倒れた後、今宮が内野フライを打ち上げたが、セリーグ内野陣がお見合いしてしまい、その間に大谷が生還し勝ち越し。その裏日本ハムの有原航平から鈴木誠也の二塁打をきっかけに原口文仁、大引啓次の連続適時二塁打で再逆転。パリーグは8回表、中日の抑え田島慎二を攻め、2死1.3塁で大谷が適時打で同点。その後、9回は山崎康晃、有原が踏ん張り、引き分けとなった。

#### 表彰選手
MVP
- 大谷翔平（日本ハム）
5回にソロ本塁打を放つなど3安打2打点の活躍。日本ハムの選手のMVP受賞は2012年第3戦の陽岱鋼以来4年ぶり（投手としては初受賞）。

敢闘選手賞
- 浅村栄斗（西武）
5回に2ラン本塁打を放つなど2安打の活躍。
- 筒香嘉智（DeNA）
2回に先制のソロ本塁打を放つ。
- 鈴木誠也（広島）
7回に再逆転のきっかけとなる二塁打放つなど2安打の活躍。

Be a driver.賞
- 筒香嘉智（DeNA）
第1試合でMVP、第2試合で本塁打。

## テレビ中継
- 第1・2戦ともテレビ朝日制作による全国中継を実施（CS放送は2試合ともテレ朝チャンネル2にて録画放送）。
- 前年に引き続き、BS朝日によるリレー中継を行った。

- 第1戦 - テレビ朝日（EX）《テレビ朝日系列、九州朝日放送（KBC）制作協力》、BS朝日でホームランダービーを生中継。
  - 放送時間:19:00 - 21:48（延長なし）
    - BS朝日:21:46 - 試合終了

  - 実況・清水俊輔、解説・古田敦也・前田智徳・稲葉篤紀
  - レポーター・小林徹夫（KBC、パ・リーグサイド）、三上大樹（セ・リーグサイド）
  - テレビ朝日本社（テレビ朝日・六本木ヒルズ 夏祭り SUMMER STATION 2016会場）・弘中綾香、Mr.King
  - テレビ朝日系列が福岡 ヤフオク!ドームでのオールスター戦を中継するのは2010年第1戦[4]以来6年ぶり。
- 第2戦 - テレビ朝日（EX）《テレビ朝日系列》、BS朝日でホームランダービーを生中継。
  - 実況・大西洋平、解説・古田敦也・稲葉篤紀・前田智徳
  - レポーター・三上大樹（セ・リーグサイド）、草薙和輝（パ・リーグサイド）
  - テレビ朝日本社（テレビ朝日・六本木ヒルズ 夏祭り SUMMER STATION 2016会場）・宇佐美佑果、久冨慶子
  - 放送時間:18:30 - 21:19（25分延長）
    - BS朝日:21:22 - 試合終了

  - テレビ朝日が横浜DeNA主管のオールスター戦を中継するのは、大洋ホエールズ時代の川崎球場での1976年第1戦以来40年ぶりで、横浜スタジアム移転後では初の出来事である[5][6]。なお、本来DeNA主催試合の優先権を持つTBSテレビ（JNN系列）はこの日、大型特別音楽番組『音楽の日（第2部）』[7]を放送することや、2011年以降広告代理店とNPBの主導による放映局決定となっていることも影響して、今回の放送を見送った格好となった（仮に実現した場合は、2008年第2戦以来8年ぶりの中継となっていた）[8]。

## ラジオ中継
- 第1戦
  - RKBラジオ《JRN…TBS・HBC・CBC・MBS他》
>実況・田中友英、解説・秋山幸二、槙原寛己 リポーター・櫻井浩二（パ・リーグサイド）、小笠原亘（TBS、セ・リーグサイド）
  - KBCラジオ《NRN…LF・STV・TBC・SF・ABC・RCC他》
実況・近藤鉄太郎、解説・西村龍次 リポーター・三澤澄也（パ・リーグサイド）、師岡正雄（LF、セ・リーグサイド）
  - 文化放送（QR）《関東広域圏ローカル》
実況・槇嶋範彦、解説・東尾修、杉本正 リポーター・飯塚治（パ・リーグサイド）、寺島啓太（セ・リーグサイド）
- 第2戦
  - 文化放送（QR）《NRN…STV・SF・ABC・RCC・KBC他》
実況・長谷川太、解説・西本聖 リポーター・寺島啓太（セ・リーグサイド）、斉藤一美（パ・リーグサイド）
  - JRN系列への裏送り《JRN…HBC・CBC・RKB 制作：TBS》
実況・初田啓介（TBS）、解説・佐々木主浩 リポーター・戸崎貴広（TBS、セ・リーグサイド）、清水大輔（TBS、パ・リーグサイド）
  - ニッポン放送（LF）《MBSとの2局ネット》
実況・師岡正雄、解説・田尾安志 リポーター・松本秀夫（セ・リーグサイド）、山内宏明（パ・リーグサイド）

## インターネット中継
- 第1戦
  - AbemaTV
実況・加藤暁、解説・里崎智也、ゲスト・池田和希
- 第2戦
  - AbemaTV
実況・熊谷龍一、解説・松中信彦、ゲスト・かみじょうたけし